# Сидор Василь Дмитрович
Васи́ль Дми́трович Си́дор (Псевдо: «Шелест», «Конрад», «Кравс», «Зов», «Лісовик», «Ростислав Вишитий»; 24 лютого 1910, с. Спасів, Сокальський район Львівська область  — 14 квітня 1949 (можливо 17 квітня) 1949, поблизу с. Осмолода, тепер Рожнятівський район, Івано-Франківська область) — полковник УПА, командир оперативної групи УПА-Захід (26 січня 1944 — квітень 1949), крайовий провідник ОУН Карпатського краю, Генеральний суддя ОУН, заступник головного командира УПА.
Лицар Срібного Хреста Бойової Заслуги 1-го класу (1945).

## Біографія
Народився 24 лютого 1910 року в селі Спасів, нині Сокальського району Львівської області, в селянській сім'ї.
Навчався в Сокальській гімназії до 1928 року, закінчив гімназію у Перемишлі у 1931 році. Був членом «Пласту» у місті Сокаль, членом Організації вищих класів українських гімназій (ОВКУГ). Входив до «Просвіти», ОУН. Школу підхорунжих у польській армії не закінчив через політичний конфлікт. До 1934 р. був у складі Сокальського повітового проводу ОУН.
Військовий референт Краєвої Екзекутиви Північно-Західних Українських Земель (КЕ ПЗУЗ) в 1936 році. З його ініціативи у 1937 році сформувався один з перших повстанських відділів «Вовки», які здійснювали рейди теренами Волині.
За націоналістичну діяльність його двічі заарештовувала польська влада (1935—1936, 1937—1939). В казематах Львівської тюрми йому довелося сидіти до вересня 1939 р..
Після приходу радянської адміністрації переїхав до Кракова, де до літа 1940 р. працював у німецькому «уряді праці». Паралельно викладав на старшинських курсах, які проводив Провід ОУН. Зокрема, у 1940—1941 роках читав лекції із підготовки військових спеціалістів для підпільників. Влітку 1940 р. Провід направив його у західні області УРСР, де до осені того ж року був військовим референтом крайового проводу ОУН. Після цього повернувся до Кракова і там був комендантом курсів із підготовки військових спеціалістів і керівного складу ОУН для роботи на території радянської України.
Учасник Другого Великого Збору ОУН у Кракові (1941). Перед початком німецько-радянської війни був командиром 2 сотні легіону «Нахтігаль». У грудні 1941 р. його перевели у 201 батальйон «Шуцманшафт», де служив до грудня 1942 р. командиром третьої сотні 201-го шуцманшафт-батальйону у ранзі поручника.
У  1943 році за діяльність в ОУН його заарештували німці. Після звільнення у лютому 1943 р. Роман Шухевич призначив його керівником військового осередку при Проводі ОУН. У травні 1943 р. Провід ОУН призначив його шефом Крайового військового штабу на Волині. Перебуваючи на цій посаді, отримав військове знання майора УПА. Водночас, за посадою, був членом Головного військового штабу УПА.
Василь Сидор їздив на Чернігівщину для розвідки можливостей там базування УПА. У Києві він застрелив енкаведиста, котрий був на службі у гестапо й який вбив Дмитра Мирона.
Член крайового військового штабу (КВШ) УПА на ПЗУЗ влітку 1943 року, Головної Ради ОУН від серпня цього ж року. Член ГВШ УПА, підвищений до звання майора 8 липня 1943 року, крайовий командир УПА-Захід
У січні 1944 р. його призначили заступником крайового провідника ОУН на ЗУЗ Романа Кравчука-Петра і водночас військовим референтом цього ж проводу, тобто командиром найчисельнішого та найактивнішого відтинку групи УПА-Захід (1944—1949). В кінці квітня 1944 року перебував поблизу присілка Дагани, що за 3 км на північний захід від села Верхрати (тепер Верхрата в гміні Горинець-Здруй Любачівського повіту у Підкарпатському воєводстві на південному сході Польщі), де реорганізовував українське підпілля на час переходу радянсько-німецької лінії фронту. В той же час підпорядкував новостворену сотню «Залізняка» командуванню 2-ї Воєнної Округи «Буг», безпосередньо заступнику командира ВО-2 Мирославу Онишкевичу («Оресту»).
Іменований УГВР полковником УПА в 1946 році. Заступник головного командира УПА.
У першій половині літа 1947 став керівником одного із найбільших і найпотужніших підпільних об'єднань — Карпатського крайового проводу ОУН. Водночас за цією посадою він входив до складу Проводу ОУН та був обраний головним суддею організації.

## Загибель
Із 25 жовтня по 15 листопада 1946-го на території Болехівського району Станіславської області була проведена військово-чекістська операція із ліквідації В. Сидора-Шелеста і Я. Мельника-Роберта. В ході неї були ліквідовані: крайовий провідник Роберт, заступник референта СБ крайового проводу Тирса, технічний референт СБ того ж проводу Скала. Захоплені зв'язкові крайового проводу. Чекістам вдалося встановити, що Шелест справді переховувався у районі гори Чорна-Сигла Болехівського району, проте він зумів втекти.
Загинув 14(за іншими даними 17) квітня 1949 року разом із дружиною Надією Романів у бою з військами НКВС у Перегінському районі (сьогодні Рожнятівський район) на Івано-Франківщині понад річкою Лімниця біля села Осмолода.

## Нагороди
- Згідно з Наказом Головного військового штабу УПА ч. 1/45 від 25.04.1945 р. майор УПА Василь Сидор — «Шелест» нагороджений Срібним хрестом бойової заслуги УПА 1 класу.

## Вшанування пам'яті

Хрест на місці загибелі Василя Сидора, його дружини Надії Романів та 4-х охоронців. Урочище Яла, поблизу села Осмолода

- В 1993 році перепоховали у братській могилі на так званому Горішньому цвинтарі в Перегінському.[8][9]
- 16 жовтня 1994 у Спасові для вшанування самовідданої боротьби за незалежність України полковнику Василю Сидору (Шелесту) відкрито пам'ятник.
- Патрон Сокальського пластового курення число 57.[10]
- У багатьох містах України є Вулиця Героїв УПА, до яких належить і Василь Сидор.
- 12.10.2017 р. від імені Координаційної ради з вшанування пам'яті нагороджених Лицарів ОУН і УПА у Львові Срібний хрест бойової заслуги УПА 1 класу (№ 009) переданий Степану Дещиці, племіннику Василя Сидора — «Шелеста».